# The Painting
Pour plus de détails, voir Fiche technique et Distribution.
The Painting, aussi connu sous le titre de Soldiers of Change est un film américain réalisé par Peter Manoogian et Joshua D. Rose en 2001.

## Fiche technique
- Titre original : The Painting
- Titre alternatif : Soldiers of Change[1]
- Réalisation : Peter Manoogian et Joshua D. Rose
- Scénario : Buddy Sheffield
- Photographie : Carlos González
- Montage : Andy Horvitch (de) et Ken Morrisey
- Musique : Eddie Reyes (es)
- Pays de production :  États-Unis
- Format : couleur - 1,85:1 - 35 mm
- Genres : Drame, Film d'amour
- Durée : 97 minutes

## Distribution
- Clifton Davis : Thomas Ayers
- Charles Shaughnessy : Randolph Barrington III
- Stacey Dash : Hallie Gilmore à 18 ans
- Heath Freeman : Randy Barrington à 18 ans
- Debbie Allen : Bertha Lee Gilmore
- Josh Ackerman : Allen Kuperburg